# Furcraea cabuya
Furcraea cabuya är en sparrisväxtart som beskrevs av William Trelease. Furcraea cabuya ingår i släktet Furcraea och familjen sparrisväxter.

## Underarter
Arten delas in i följande underarter:
- F. c. cabuya
- F. c. integra